# Метастаза
Метастаза (от гръцки: μετάστασις – „промяна на състоянието“) е разнасянето на рака от мястото на първоначалното му възникване на други места в тялото (например мозъка, черния дроб).
Раковите клетки се отделят от основния тумор, навлизат в лимфите или кръвоносните съдове, циркулират чрез кръвообращението и започват да се развиват в здравите тъкани в отдалечени части на тялото (метастазират). Клетките на новосъздадените вторични тумори са сходни с тези на първичния тумор. Това означава, че ако рак на гърдата пусне метастази в белия дроб, новият тумор ще е съставен от необичайни гръдни клетки, а не от необичайни белодробни клетки. Тогава туморът в белия дроб е метастазирал рак на гърдата, а не рак на белия дроб.
Метастазата е един от критерии на рака, различаващи го от добракачествения тумор. Лечението на метастази представлява доста сложен проблем.

## Обичайни места на метастазиране
Най-често метастазите се намират в лимфните възли, черния дроб, белите дробове и по-рядко в мускулите, кожата, далака и панкреаса.
| Вид рак                  | Обичайни места на метастазиране                       |
| ------------------------ | ----------------------------------------------------- |
| Рак на гърдата           | Бял дроб, черен дроб, кости                           |
| Рак на яйчниците         | Коремница, черен дроб, бял дроб                       |
| Рак на стомаха           | Черен дроб, коремница, бял дроб                       |
| Рак на дебелото черво    | Черен дроб, коремница, бял дроб                       |
| Рак на простата          | Кости, бял дроб, черен дроб                           |
| Рак на маточната шийка   | Черен дроб, бял дроб, коремница                       |
| Рак на бъбрека           | Бял дроб, черен дроб, кости                           |
| Рак на белия дроб        | Надбъбречна жлеза, черен дроб, бял дроб               |
| Меланома                 | Бял дроб, кожа/мускулни тъкани, черен дроб            |
| Рак на панкреаса         | Черен дроб, бял дроб, коремница                       |
| Рак на щитовидната жлеза | Бял дроб, черен дроб, кости, централна нервна система |